# Cratere Louth
Louth  è un cratere sulla superficie di Marte.